# Marcello Creti
Marcello Creti, kníže z Monteroni (16. dubna 1922 Řím – 1. ledna 2000 Sutri) byl italský vynálezce a spiritista, který po určitou dobu vedl skupinu s názvem Sapientia. V mládí byl ceněn za své vynálezy a již v roce 1940 získal zlatou medaili fašistického Syndikátu vynálezců. Jeden z těchto vynálezů se týkal automobilové techniky. Později v životě se stal známý pro svou výstřednost názorů a byl zařazen do Velké knihy podivínů (The Big Book Of Weirdos, autoři Carl A. Posey a Gahan Wilson). Od útlého věku byl autorem mnoha vynálezů a patentů.

## Životopis
Narodil se v Římě do bohaté rodiny Creti, knížat z Monteroni. Podle vlastních pamětí tvrdil, že jako dítě viděl ve snu nebo v transu stroje a grafiky některých složitých přístrojů, a když se vrátil k plnému vědomí, vždy tyto náměty nakreslil a poté si je nechal patentovat. Jeho otec, rovněž spiritista, byl přesvědčen, že synovy pozoruhodné schopnosti lze připsat jiným subjektům. Proto přiměl svého syna, aby se zúčastnil spiritistických seancí, načež se Marcello údajně přesvědčil, že je možno ho považovat za spiritistické médium. Získal tím okamžitou pozornost novin, které o něm mluvily jako o „nejmladším vynálezci Itálie“. Stal se známým i díky tehdejšímu vůdci Itálie Benito Mussolinimu, který ho pozval k sobě a podporoval jeho schopnosti.
V roce 1950 si koupil zříceninu benediktinského kláštera svatého Lukáše, ve kterém provozoval své technické výzkumy. Vzniklo tak Centro Romano Esperimenti Tecnico Industriali, kde mimo jiné pořádal výukové lekce pro chudší děti. Roku 1960 se odklonil od své aktivity vynálezce (i když ne úplně) a začal se zabývat jinými výzkumy. Hodně cestoval a natáčel dokumentární filmy. Jeden z jeho nejslavnějších dokumentárních filmů je z cesty na Severní pól. V roce 1970 se jeho studie zaměřovaly zejména na archeologii a mineralogii. Velké množství nalezených materiálů mu umožnilo otevřít jejich trvalou výstavu, která se stále nachází v prostorách bývalého kláštera svatého Jakuba v Sutri, kam se Creti přestěhoval se skupinou spolupracovníků v 80. letech 20. století a kde založil kulturní sdružení SAPIENTIA Marcello Creti. Společnost byla nejprve založena s názvem Ergoniani a jejím cílem bylo vytvářet ze zájemců a příznivců „supermuže a superženy“. Jejich název byl podle slova „ergos“, což je řecky energie; jejich heslem bylo: „Vyzařující energie vládne každou vědou“. Marcello Creti měl ve své skupině i členy pocházející z České republiky, navštívil několikrát Prahu a také Prachovské skály, které velmi obdivoval.

### Vyznamenání
V roce 1947 mu byl udělen papežský řád Lateránský kříž (Croce Lateranense).